# Xinshi (häradshuvudort)
Xinshi (kinesiska: 新市) är en häradshuvudort i Kina. Den ligger i provinsen Hubei, i den centrala delen av landet, omkring 120 kilometer nordväst om provinshuvudstaden Wuhan. Antalet invånare är 98 422.
Runt Xinshi är det ganska tätbefolkat, med 199 invånare per kvadratkilometer. Xinshi är det största samhället i trakten. Trakten runt Xinshi består till största delen av jordbruksmark.
Genomsnittlig årsnederbörd är 1 371 millimeter. Den regnigaste månaden är juli, med i genomsnitt 192 mm nederbörd, och den torraste är december, med 18 mm nederbörd.